# 23327 Luchernandez
23327 Luchernandez este un asteroid din centura principală de asteroizi.

## Descriere
23327 Luchernandez este un asteroid din centura principală de asteroizi. A fost descoperit pe 20 ianuarie 2001 la Socorro, New Mexico, în cadrul proiectului LINEAR. Asteroidul prezintă o orbită caracterizată de o semiaxă mare de 2,34 ua, o excentricitate de 0,11 și o înclinație de 5,8° în raport cu ecliptica.